# Agnolo di Ventura
Agnolo di Ventura ou Agnolo da Siena est un architecte et sculpteur italien né à Sienne, actif en Toscane au XIVe siècle jusqu'à fin 1349.

## Biographie
Agnolo di Ventura étudia avec Agostino di Giovanni (da Siena également) auprès de Giovanni Pisano, et en 1317, ils sont notés comme architectes appointés dans leur ville natale, où ils établissent la Porta Romana, l'église et le couvent Saint-François et d'autres édifices.
Sur la recommandation de Giotto di Bondone, qui les considéraient comme les meilleurs sculpteurs de leur temps, ils exécutent en 1330, le tombeau de l'évêque Guido Tarlati dans la cathédrale d'Arezzo que Giotto dessina. 
Beaucoup de leurs œuvres furent détruites par les troupes françaises du duc d'Anjou.

## Œuvres
- Martyre de San Vittore (quatre panneaux) et Martyre de San Ottaviano (3 panneaux), issus de la cathédrale de Volterra, au musée d'art sacré de Volterra (attribution conjointe par Adolfo Venturi)
- Forteresse de  San Giovanni d'Asso, érigée en briques
- Torre del Candeliere de Massa
- Campanile de la cathédrale de Sienne